# Aika Hakoyama
Aika Hakoyama (jap. 箱山 愛香, Hakoyama Aika; * 27. Juli 1991 in Nagano) ist eine ehemalige japanische Synchronschwimmerin.

## Erfolge
Aika Hakoyama sicherte sich ihre ersten internationalen Medaillen mit Silber in der Kombinations- und der Mannschaftskonkurrenz der Asienspiele 2010 in Guangzhou. 2012 gab sie in London ihr Debüt bei Olympischen Spielen. Sowohl im technischen als auch im freien Programm erzielten die Japanerinnen in der Mannschaftskonkurrenz das fünftbeste Resultat und kamen auf 189,630 Gesamtpunkte. Olympiasieger wurden die Russinnen vor China und Spanien. Neben Hakoyama gehörten Yumi Adachi, Mai Nakamura, Yukiko Inui, Mayo Itoyama, Chisa Kobayashi, Mariko Sakai, Kurumi Yoshida und Risako Mitsui zum japanischen Aufgebot. Nachdem Hakoyama bei der Sommer-Universiade 2013 in Kasan sowohl mit der Mannschaft als auch in der Kombination die Silbermedaille gewonnen hatte, gelang ihr dieser Erfolg ein Jahr darauf auch bei den Asienspielen in Incheon. Wie schon 2010 belegte sie in den beiden Wettbewerben den zweiten Platz hinter der chinesischen Équipe.
Bei den Weltmeisterschaften 2015 in Kasan sicherte sich Hakoyama gleich drei Medaillen. In den Mannschaftswettbewerben des freien und des technischen Programms kam es ebenso wie in der Kombination zur selben Podestzusammensetzung: Die russische Mannschaft siegte vor China und den Japanerinnen um Aika Hakoyama. Bei den Olympischen Spielen 2016 in Rio de Janeiro startete Hakoyama erneut im Mannschaftswettbewerb. In diesem erzielten die Japanerinnen 189,2056 Punkte, womit sie hinter Russland mit 196,1439 Punkten und China mit 192,9841 Punkten Dritte wurden. Neben Hakoyama erhielten Mai Nakamura, Yukiko Inui, Kei Marumo, Kanami Nakamaki, Risako Mitsui, Kano Omata, Kurumi Yoshida und Aiko Hayashi Bronze. Die Spiele waren gleichzeitig Hakoyamas letzter internationaler Wettbewerb.